# Río Canímar
El  Río Canímar  monumento nacional de Cuba en la ciudad de Matanzas atraviesa la ciudad de la antes mencionada Provincia, ubicado a pocos kilómetros de la universidad de la Provincia de Matanzas. El río nace en la región de Santa Ana,el mismo recibe aguas de numerosos afluentes los cuales proceden de Juan Gualberto Gómez, Cidra, Caoba, Limones y Santa Ana. Entre los más importantes se encuentran el Yaité o Yaití, conocido como Limones Grandes, el de La Palma, el de Cidra y el de Guamacaro también denominado Moreto o Morato.

## Características
El Canímar está considerado entre los más importantes lugares arqueológicos de Matanzas, provincia poblada hace milenios por comunidades aborígenes en distintos niveles de desarrollo. En Canímar se han reportado 31 asentamientos aborígenes. Este río es el mayor y más caudaloso de los ríos de la provincia de Matanzas que desemboca en la bahía matancera, con 12 km navegables. Se orienta hacia el norte y su desembocadura se ubica en la banda oriental de la bahía. A 2 km de esta alcanza una anchura máxima de 100 m y las aguas llegan a 6 m de profundidad. El Río Canímar se divide varias partes Canímar Arriba y Canímar Abajo.Canímar Abajo Localizado en la margen occidental del río Canímar, este sitio aún no ha terminado de excavarse.

## Historia
La base central de Campismo del Río Canímar está ubicada el cementerio aborigen más antiguo de Cuba y posiblemente de Centroamérica  si se confirman las expectativas de excavaciones realizadas el sitio arqueológico.En 1964, el Sr. Eustaquio Calera Guiberneau descubrió un residuario aborigen en el Morrillo que fue reportado y explorado inicialmente por el doctor Manuel Rivero de la Calle, entre l965-66. Allí se hallaron restos de cazuelas de barro, hachas petaloides y adornos de concha. Este fue el inicio de las continuas exploraciones que se realizaron posteriormente en la zona. En 1967 se exploran las cuevas Cazuela I, II, III, donde se localizaron entierros y abundante material cerámico. También en ese año se trabajó la cueva El Burén (evidencias alfareras).En 1969 se halló un importante cementerio en Solapa de Cristales.
Existe una amplia gama de evidencias que se corresponden a comunidades del tipo Mesolítico. Entre ellas se destacan dos sitios funerarios: Canímar Abajo y Cristales; dos talleres líticos: Playita y Canímar I y algunas cuevas con pictografías como Centella. El río les proveyó de agua potable, y al igual que el mar, de
numerosos recursos naturales como fuentes de alimento y materia prima, de ahí la casi invariable cercanía de estos sitios arqueológicos a este entorno. También el propio río les sirvió como red fluvial para su movilidad en busca de objetivos económicos concretos.
Estos hombres se alimentaron con la carne de los moluscos marinos en las zonas de dominio costero: Strombus gigas, Strombus costatus, Strombus pugilis y Xancus angulatus (utilizados para la confección de diferentes artefactos), también con especies propias de la zona supralitoral, desde las mareas bajas hasta la costa arenosa y los manglares, como el ostión y el Phacoides pectinatus. Los moluscos terrestres formaron parte de
su dieta y estuvieron representados, entre otros, por la Pomacea paludosa, Liguus sp y Zachrysia sp.

### Masacre del Río Canímar
El 6 de julio de 1980 3 jóvenes secuestraron el barco de excursión para huir hacia los Estados Unidos. Al tomar el control de la embarcación, los jóvenes gritaron “¡a Miami!,” recibiendo gritos de aprobación por parte de los pasajeros. 2 lanchas patrulleras de alta velocidad de la Armada cubana salieron con órdenes de evitar la fuga y hundir el barco de ser necesario. Al dar con la embarcación, abrieron fuego y los jóvenes respondieron con sus armas. Varios pasajeros quedaron muertos y heridos en cubierta. Un avión de la Fuerza Aérea de Cuba sobrevoló el barco y abrió fuego, dejando más pasajeros muertos y heridos. Las autoridades cubanas enviaron a un enorme bote utilizado para trabajos industriales pesados a embestir el XX Aniversario y, casi llegando a aguas internacionales, éste se hundió. En el agua, los sobrevivientes enfrentaban disparos y tiburones atraídos por la sangre. Todos los que quedaban vivos fueron llevados a tierra.Al menos 56 personas, entre ellos 20 niños,

## Sitios arqueológicos del área Morrillo
Descubierto en 1964 fue por mucho tiempo el sitio agroalfarero más occidental de la isla. Allí se localizó una cerámica medianamente terminada con asas que copian formas de animales y otras imágenes vinculadas al pensamiento mágico aruaco. Otro de los elementos típicos de estos grupos fue el burén: especie de bandeja de barro que servía para la cocción del casabe; algunos con la impresión o molde de tejidos de cestería, probablemente esteras. En marzo de 1978 el grupo espeleológico Carlos de la Torre exhumó un entierro humano en posición atípica, desde entonces en la región del Morrillo se han encontrado más de 100 esqueletos de indígenas.

## Valle Canímar
El Valle de Canímar, situado dentro de los límites de la actual ciudad de Matanzas, es de tipo fluvial. Es un cañón con escarpas erosivas muy abruptas y carsos semidesnudos donde predominan las rocas calizas cristalinas y margas areno-arcillosas. Sus laderas alcanzan pendientes casi verticales de hasta 90m de altura.
La vegetación en el perímetro costero está representada por los matorrales xeromorfos que disfrazan las rocas milenarias estas especies pueden almacenar agua en sus tejidos y vivir en lugares secos y las uvas caletas. Se ven por doquier, próximos a la desembocadura, almácigos, casuarinas y yagrumas. La margen oeste está más conservada pero la fabricación de carbón hace que esta sufra daños. Río arriba aparecen los manglares.

## Parque Turístico Canímar
El parque turístico Canímar tiene las de 15 años brindando servicios a sus visitantes,el río recibe cada año más de 60 mil turistas extranjeros, además de su comunidad nacional que se acerca a una visita directa con la naturaleza y el aire puro.El parque brinda paseos en bote de remos, permitiendo una vista de 12 kilómetros de aire, agua, vegetación y conexión con la naturaleza. Quien visite la región tendrá la posibilidad de descubrir una exótica naturaleza cubana y viajar en la historia al recorrer las aguas en las que corsarios y bucaneros desarrollaron el comercio de rescate o contrabando. Los historiadores señalan que para frenar las operaciones ilegales las autoridades coloniales españolas construyeron, en 1720, el fortín El Morillo, ubicado al oeste de la desembocadura del río, artillado con cuatro enormes cañones.
En su hábitat se ubican más de 89 especies de aves siendo 3 de ellos especies de aves endémica de Cuba, 23 especies de reptiles, 18 de mamíferos terrestres incluido el murciélago más pequeño del mundo y un mamífero acuático en peligro de extinción: el manatí. Existen en el Río Canímar variedades zoológicas en peligro de extinción, especialmente 77 especies de aves, de las cuales 50 son residentes permanentes del territorio nacional, fundamentalmente el Tocororo (ave nacional cubana), carpintero, zunzún, zorzal, arriero, sinsonte, tomeguín, pedorrera, totí, cernícalo, lechuza, torcaza, gavilán, garza blanca y azul entre muchas más que son solo vista en el Valle Canímar.